# Тантрический секс
Тантри́ческий секс — использование ритуалов, связанных с религиозной практикой индусской и буддийской (ваджраяна) тантрой, а также в какой-то степени примыкающие к этому современные западные вариации на тему тантрических практик (неотантра), основное содержание которых — интимная близость, которые как правило, включают методы нью-эйдж и интерпретации традиционных индийских и буддистских тантрических учений. Основное различие в целях и методах традиционной индийской и буддийской тантры от неотантры в том, что первая использует секс и отношения в качестве одного из методов для достижения просветления, а вторую (неотантру) чаще используют для придания разнообразия сексуальной жизни.

## Отграничение от смежных учений
Близкими учениями являются современные даосские сексуальные практики и кундалини-йога (то, что стало известно в XX веке как «Кундалини йога» (согласно специальному термину, характерному для этой традиции), на самом деле представляет собой синтез бхакти-йоги (преданности и пения мантр), раджа-йоги (медитации) и шакти-йоги или шактизма (выражения силы и энергии, включая учение о чакрах). Различия состоят прежде всего в конкретных практических методиках и техниках, а не в идеях. В современных даосских сексуальных практиках не развит ритуализм и мистицизм, индусская и буддийская тантра, напротив, использует тщательно разработанные на религиозной основе ритуалы (посвящения, дхарани, мантры) и мистический ритуализм (пантеон божественных существ — боги и богини, Бодхисатвы и демоны). Кундалини-йога, как самостоятельное учение, возникло сравнительно недавно (двадцатый век, это синтетическое современное учение), до этого являлась неотъемлемой частью тантра-йоги.

## История
Происхождение тантрических сексуальных практик правильно прослеживать не от Вед или от индуизма, а от культуры индийских доведических первобытных племён.
Как в Средние века, так и в современную эпоху интерес к тантре возник как протест против традиционной религии, которая считает, что отказ от сексуальности необходим для просветления. Наука тантры напротив утверждает, что сексуальность можно и нужно перенаправить от падения человеческого существа к животным инстинктам — употребления наслаждений жизни только для себя самого, до высот Божественной духовности — посвящения всех своих мыслей и действий осознанному служению другим людям и Божественному.

## Особенности тантрического секса
- Восприятие секса как практики самосовершенствования[4].
- Восприятие партнёра как воплощённого божества (Дэва или Дэви).
- Восприятие любой позы как йогической асаны (позы для медитации)
- Медлительность, обеспечивающая длительность и постепенное освоение в новых, более «высоких» энергетических состояниях.
- Утончение и эстетизация наслаждений.
- Осознанность каждого мгновения, с целью «впитывания» сознанием энергии, высвобождаемой в процессе.
- Не всегда предполагает обычную завершённость, такую как оргазм, но предполагает «бесконечный рост» сознания. Речь идёт о воздержании от эякуляции.

## Тенденции профанации тантрического секса в современном обществе
Так как в неотантре сексуальность является допустимой, более того, сексуальные энергии пробуждаются и активно используются для саморазвития, то слова тантра, тантрический, как имеющие духовную коннотацию, могут быть использованы в качестве «благородных синонимов», заменяющих «секс, сексуальный». И тантрическим сексом могут именовать обычный секс, но с индийской или тибетской атрибутикой. Например, организованный в коммерческих целях «групповой секс» могут красиво назвать «Семинар по тантрическому сексу».
Отвечая на вопрос о профанациях Тантрического секса, индийский мистик двадцатого столетия Раджниш Ошо говорил:

Медитация должна быть на самом первом месте, потому что она трансформирует энергию, но она стала второстепенной. И много людей, которые были сексуально извращены и подавлены, присоединились к школе Тантры. Они не интересовались трансформацией, они были только заинтересованы избавиться от своей подавленности; они интересовались только сексом… На группе им разрешают делать все, что они захотят, поэтому они избавятся от подавленностей, и почувствуют себя освобожденными и легкими. Но это не было опытом Тантры — это было просто сексуальная оргия… Только после глубокой медитации следует разрешить им познакомиться с переживанием Тантры. — Ошо «Путь Мистика»

## Критика
Доктор философии, получивший степень в Гарварде в 1965 году, ученик Абрахама Маслоу, Гюнтер Вейл критикует тантрический секс за недоступность для западного современного человека: «Мы слышим о чудесных и экстатических свойствах инспирированных тантрой сексуальных отношений. Но в чём заключается истинный смысл эзотерической сексуальности и где можно найти реальные знания и практические инструкции в этих изданиях? Как можно реально применять эти ритуалы в той форме, которая применима в обычной жизни и в обычных сексуальных отношениях?» «Для того чтобы ответить на эти вопросы, нам нужно точно понимать эзотерическую сексуальность как учение о сексуальной энергии нашего тела и контроле за нею при незначительной связи с внешними ритуалами культуры или вообще без такой связи. Кроме того, нам нужны практические методы, которые могли бы быть поняты западным умом и применены к современной жизни».
Даосский учитель Мантек Чиа критикует тантрический секс с позиций даосизма. По его словам, индийская тантрическая традиция задерживает пиковый момент оргазма, но затем допускает точку невозврата (с потерей энергии), даосские сексуальные практики, подобно превращению воды в пар и управлению турбинами электростанций, направляют энергию оргазма на преобразование организма.